# Annemieke van Dam
Annemieke van Dam (Rotterdam, 18 augustus 1982) is een Nederlands musicalactrice. In 1998 won ze de Soundmixshow met een lied van Natalie Imbruglia. Na enkele jaren in Nederland te hebben opgetreden, is ze vooral in Duitsland en Oostenrijk bekend geworden met hoofdrollen in onder meer Elisabeth en Drei Musketiere. Van Dam heeft sinds 2010 een relatie met Julian Looman. Van Dam studeerde muziektheater aan Fontys Hogeschool voor de Kunsten.

## Musicals
- 2003: Bedelaarster in Sweeney Todd
- 2003: Lucinda in Into the Woods
- 2003–2004: Doornroosje in Doornroosje de Musical
- 2004: Musicals in Ahoy
- 2004–2005: Susie in Crazy for You
- 2005–2006: Fräulein Windisch in Elisabeth (Stuttgart)
- 2006–2008: Ensemble in 3 Musketiere (Stuttgart)
- 2008: Lisa Carew in Jekyll & Hyde (Bad Hersfeld)
- 2008: Elisabeth in Elisabeth (Berlijn)
- 2008–2009: Elisabeth in Elisabeth (Zürich)
- 2009–2010 en 2011–2012: Elisabeth in Elisabeth (Tour door Duitsland)
- 2012–2014: Elisabeth in Elisabeth (Wenen)
- 2013: Guinevere in Artus Excalibur (St. Gallen)
- 2014–2016: Mary Poppins in Mary Poppins (Wenen)
- 2019: Evita in Evita (Klagenfurt)
- 2021: Evita in Evita (Bern)
- 2022-2023: Beatrice en alternate Mrs. Danvers in Rebecca (Wenen)
- 2023-2024: Mrs. Danvers in Rebecca (Wenen)